# ジブロホ
ジブロホ市（スペイン語: Ciudad Administrativa de Djibloho）は、赤道ギニアを構成する行政区画のひとつ。行政市ではあるが、県と同格の地位にある（ただしジブロホも県とする場合もある）。2015年8月1日にウェレ＝ンザス県のアニソク地区より分離、2017年に正式発足した。
面積は452.5km2。首府はラパスにある。ラパスは2017年に改名されるまでオヤラと呼ばれており、このことから同市をオヤラ県とすることもある。

## 隣接する県
- ウェレンザス県
- 中南部県

## 下位行政区画
以下の2地区（基礎自治体）から成り立つ。
- ラパス市（Ciudad de la Paz）
- ムベレ（英語版）（Mbere）